# Laura Navarro Sallés
Laura Navarro Sallés (Manresa, Bages, 11 de febrer de 1984) és una exjugadora de bàsquet catalana.
Escorta, s'inicià a la pràctica del bàsquet a l'Escola Joviat de Manresa i continuà la seva formació al CB Sant Fruitós i a les categories inferiors del  Club Bàsquet Santa Rosa de Lima Horta. Amb el primer equip, debutà a la Lliga Femenina 2 la temporada 2003-04. La temporada següent fitxà pel Cadí la Seu, amb el qual aconseguí l'ascens a la Primera Divisió estatal. Després de dues temporades, competí amb el Club Bàsquet Puig d'en Valls (2006-08), el Cadí la Seu (2008-10) i el Club Bàsquet Olesa (2010-11).